# Jerzy Zaruba
Jerzy Zaruba (sinh ngày 17 tháng 7 năm 1891 tại Radom, mất ngày 12 tháng 1 năm 1971 tại Warsaw) là một hoạ sĩ và nhà biếm hoạ người Ba Lan, ông chuyên vẽ phong cảnh sân khấu và tranh biếm họa, những bài chính trị và các bài minh họa cho sách và tạp chí. 
Ông là học sinh của Stanisław Lentz. Ông đã tham gia cuộc thi vẽ tranh nghệ thuật tại Thế vận hội mùa hè năm 1928.

## Cuộc đời và sự nghiệp
Jerzy học kiến trúc ở Kiev . Ông học tại Trường Mỹ thuật Warsaw với giáo sư, hoạ sĩ Stanisław Lentz , và tại Académie des Beaux-Arts ở Paris . Ông là thành viên của nhóm Formiści và là người đồng sáng lập Hội nghệ sĩ đồ họa quảng cáo (Koło Artystów Grafików Reklamowych). Bên cạnh đó, ông còn thành viên tích cực của Câu lạc bộ Nghệ thuật Ba Lan (Polski Klub Artystyczny) và là giám đốc nghệ thuật của Cyrulik Warszawski.
Ông xuất hiện lần đầu với tư cách là một nhà biếm họa vào năm 1920 trong "Marchołcie" . Trong thời kỳ giữa các cuộc chiến tranh, ông cộng tác với tư cách là một nhà viết biếm họa với nhiều tạp chí trào phúng và văn học, bao gồm Cyrulik, Wiadomości Literackie, Kronika Polska i świat và Szpilki. Khi còn là một nghệ sĩ biếm họa của Cyrulik, ông sống ở Anin gần Warsaw. 

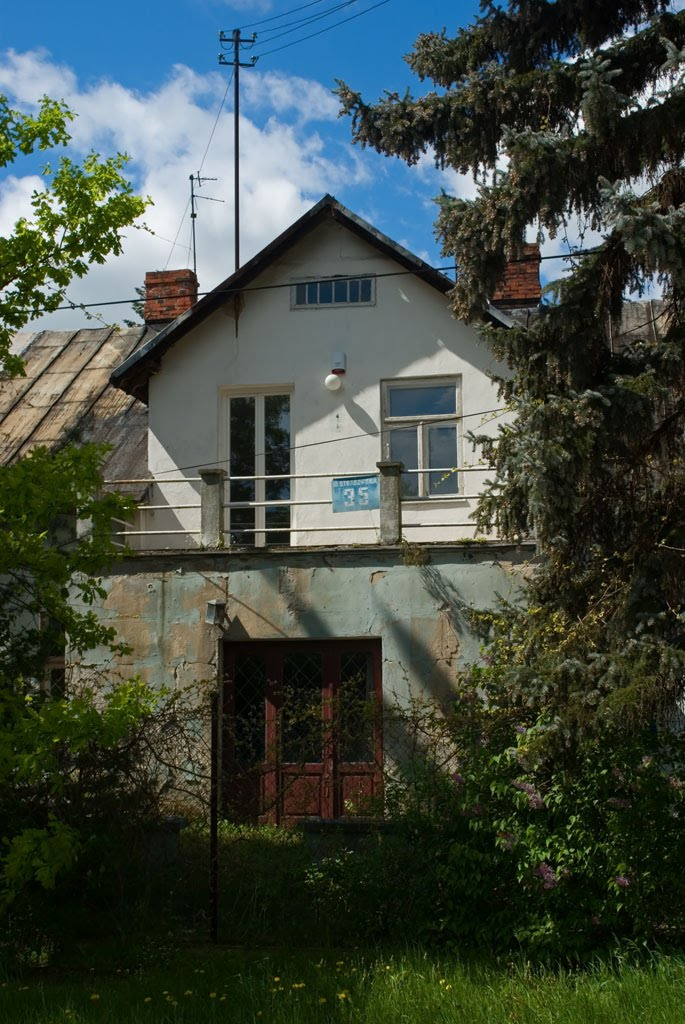
Ngôi nhà của ông ở Anin (ul. Stra Kingdomska 35) trở thành nơi gặp gỡ của các nhà văn Warsaw

Về nghệ thuật, bố cục hình ảnh của Zaruba bị ảnh hưởng bởi chủ nghĩa lập thể. Ông là tác giả của các bức vẽ châm biếm và tranh biếm họa của các nghệ sĩ và chính trị gia được đăng trên các chí châm biếm, bao gồm Marchołt , Sowizdrzal , Cyrulik Warszawski , Wiadomości Literackie , Szpilki. Ông cũng đóng góp cho các tạp chí Stańczyk , Szarża , Wróble na Dachu , Szczutek.  Ông còn là tác giả của các hình ảnh minh họa cho gần 80 cuốn sách, bao gồm cả Stefan "Wiech" Wiechecki hoặc Janusz Minkiewicz .
Ngôi nhà của Jerzy ở Anin (ul. Stra Kingdomska 35) trở thành nơi gặp gỡ của các nhà văn Warsaw. Ông đã xuất bản các bức tranh biếm họa và các bức vẽ châm biếm ở Przekrój và Szpilki. 
Ông được chôn cất tại Nghĩa trang Powązki ở Warsaw.

## Giải thưởng và vinh danh
- Năm 1954, ông được trao giải thưởng Hiệp sĩ Thập tự giá (Order Odrodzenia Polski). [6]
- Vào ngày 5 tháng 12 năm 1977 tại Warsaw, một trong những đường phố ở quận Ursynów ngày nay được đặt theo tên của Jerzy Zaruba.[7]